# Von Becker
von Becker är en ursprungligen livländsk adelsätt, känd sedan 1300-talet.
Ätten introducerades som nummer 642 på svenska riddarhuset, men är idag utdöd där. I Finland fortlever en på finska riddarhuset introducerad gren, men med ett undantag bär de manliga ättemedlemmarna på grund av namnbyte namnet Virrantalo.
Bland släktens medlemmar märks:
- Johan von Becker, svensk militär
- Johan Vilhelm von Becker, svensk general
- Herman Fredrik von Becker, svensk general
- Carl von Becker, svensk poet
- Reinhold von Becker, finländsk språkforskare
- Frans Josef von Becker, finländsk läkare
- Adolf von Becker, finländsk konstnär